# Pelegrina balia
Pelegrina balia är en spindelart som beskrevs av Maddison 1996. Pelegrina balia ingår i släktet Pelegrina och familjen hoppspindlar. Inga underarter finns listade i Catalogue of Life.